# Mospyne
Mospyne (in ucraino Моспине?; in russo Моспино?, Mospino) è un centro abitato dell'Ucraina, situato nell'oblast' di Donec'k.